# Christien Anholt
Christien Alexis Anholt, noto semplicemente come Christien Anholt (Londra, 25 febbraio 1971), è un attore britannico.

## Biografia
È noto al pubblico per il ruolo di Nigel Bailey nella serie televisiva Relic Hunter. È il figlio dell'attore Tony Anholt.
La sua prima apparizione risale al 1989, nel film  L'amico ritrovato, che gli vale la candidatura come miglior attore al Festival di Cannes. Ha recitato nella serie televisiva  Felicity e ha partecipato a varie produzioni sia teatrali che cinematografiche, in particolare al fianco di Mel Gibson e Glenn Close nel film Amleto (1990) di Franco Zeffirelli.
Dopo la morte del padre nel 2002 è apparso con minor frequenza sulle scene. Attualmente abita con la moglie a Chiswick, Inghilterra. Non hanno figli.

## Filmografia

### Cinema
- L'amico ritrovato (Reunion), regia di Jerry Schatzberg (1989)
- Amleto (Hamlet), regia di Franco Zeffirelli (1990)
- La forza del singolo (The Power of One), regia di John Avildsen (1992)
- Preaching to the Perverted, regia di Stuart Urban (1997)
- La stanza delle identità occulte (Appetite), regia di George Milton (1998)
- The Harpist, regia di Hansjörg Thurn (1999)
- Dark Corners, regia di Ray Gower (2006)
- Giovani aquile (Flyboys), regia di Tony Bill (2006)
- The Laureate, regia di William Nunez (2021)[1]

### Televisione
- Doctor Who – serie TV, episodi 26x08-26x09-26x10 (1989)
- Press Gang – serie TV, episodi 3x04-3x05 (1991)
- Casualty – serie TV, episodio 6x01 (1991)
- One Against the Wind, regia di Larry Elikann – film TV (1991)
- The Blackheath Poisonings, regia di Stuart Orme – miniserie TV (1992)
- Class of '61, regia di Gregory Hoblit – film TV (1993)
- Screen One – serie TV, episodio 5x06 (1993)
- Mama's Back, regia di Ed Bye – film TV (1993)
- Hard Times, regia di Peter Barnes – miniserie TV (1994)
- The 10 Percenters – serie TV, episodio 2x04 (1996)
- Cadfael - I misteri dell'abbazia (Cadfael) – serie TV, episodio 2x02 (1996)
- The Ruby Ring, regia di Harley Cokeliss – film TV (1997)
- Nightworld: 30 Years to Life, regia di Michael Tuchner – film TV (1998)
- Felicity – serie TV, episodio 1x05 (1998)
- The Waiting Time, regia di Stuart Orme –film TV (1999)
- Relic Hunter – serie TV, 66 episodi (1999-2002)
- Adventure Inc. – serie TV, episodi 1x12-1x19 (2003)
- Ben 10 - Corsa contro il tempo (Ben 10: Race Against Time), regia di Alex Winter – film TV (2007)
- Doctors – serial TV, puntata 16x86 (2014)
- Holby City - serie TV, episodio 19x34 (2017)
- Malory Towers - serie TV, 22 episodi (2022)

## Doppiatori italiani
Nelle versioni in italiano delle opere in cui ha recitato, Christien Anholt è stato doppiato da:
- Emiliano Ragno in Giovani aquile
- Christian Iansante in Relic Hunter
- Marco Baroni in Amleto
- Domenico Strati in Ben 10 - Corsa contro il tempo